# Giles Wodefold
 (juin 2017).
Giles Wodefold est un homme politique anglais du XVe siècle.
Il est député du Parlement d'Angleterre pour la circonscription de Lewes de 1441 à 1442 puis de 1448 à 1449.